# Тотальный институт
Тота́льный институ́т (тота́льная институ́ция, тоталита́рный институ́т) (англ. total institution) — место деятельности и пребывания большого количества людей, в течение долгого времени отрезанных от внешнего мира и совместно ведущих затворническую жизнь, формы которой эксплицитны и тщательно регламентированы:25. Термин «тотальный институт» введён американским социологом Ирвингом Гофманом:25. Французский философ Жиль Делёз, говоря об обществах контроля, называл такое место «пространством изоляции».
Один из принципов функционирования тотальных институтов заключается в том, чтобы сокращать «частную сферу» индивида, свойственную его «нормальному» существованию:25.

## Разновидности
По социальному предназначению Гофман выделил пять групп тотальных институтов:231:
1. Предназначенные для стационарного ухода за людьми, неспособными самостоятельно себя обеспечивать и не представляющими общественной угрозы (детские дома, пансионаты для престарелых и т. п.).
2. Предназначенные для стационарного ухода за людьми, неспособными самостоятельно себя обеспечивать, но непреднамеренно представляющими опасность для общества (психиатрические лечебницы, туберкулёзные санатории и т. п.).
3. Защищающие общество от преднамеренной опасности со стороны определённых лиц, в отношении которых не предусматриваются задачи обеспечения их блага и применяются санкции как к девиантам (исправительные учреждения, тюрьмы, лагеря для военнопленных и т. п.).
4. Необходимые для эффективного выполнения инструментальных задач (рабочие лагеря, судовые экипажи, школы-интернаты, армия и т. п.).
5. Созданные группами лиц, чтобы отделить себя от мирской жизни (аббатства, монастыри, духовные школы и семинарии).

В российской социологии понятие тотальных институтов неоднократно использовалось для анализа отношений в военных учебных заведениях, армии, правоохранительных органах, спецслужбах.

## Основные признаки
Тотальные институты характеризуются:
- ограниченностью контактов с обществом за пределами института;
- непреодолимой дистанцией между различными социальными ролями;
- формализованным и жёстко контролируемым распорядком жизни.

Тотальные институты также характеризует моральное и физическое принуждение, поскольку оно выступает как наиболее эффективное средство для искоренения ожиданий и привычек, связанных с существованием, которое велось прежде:25. В зависимости от степени использования принуждения тотальные институты делятся на те, принуждение в которых — акт добровольного выбора их членов, их служения (религиозные организации и т. д.), и те, в которых принудительный характер имеет внешний для личности источник (закрытые медицинские учреждения, тюрьмы).
Тотальные институты, по И. Гофману, представляют собой «дома принуждения для изменения людей, естественный эксперимент над тем, что может быть сделано с „я“». Как утверждает Гофман, каждое учреждение такого рода ограничивает время и интересы людей, то есть «обладает тенденцией к ограничению», в символической форме выражающемуся в ограничении общения с внешним миром и запрете отъезда. Некоторые формы этого ограничения видны невооружённым глазом (например, запертые двери, заборы, колючая проволока):161.
Гофман подчёркивает, что в тотальном институте обычно имеется многочисленная группа обитателей и малочисленная группа персонала, причём обитатели выступают мишенью воздействия, которое осуществляет персонал, и пропасть между первыми и вторыми огромна, что приводит к возникновению стереотипов: одна группа воспринимает другую лишь в негативных и стереотипных рамках. Эта пропасть, это непреодолимое расстояние является, как утверждает Гофман, следствием бюрократического управления большими группами людей. Обитатели, едва лишь они оказываются в тотальном институте, сразу же наделяются презумпцией виновности, которая оправдывает всё, что происходит с ними в стенами учреждения:311:

Объяснительная схема тотальной институции запускается автоматически, как только обитатель входит в её пределы, персонал считает, что вхождение является презумпцией доказательства, что этот человек принадлежит к тем, для кого была создана институция. Попадающий в политическую тюрьму должен быть предателем, оказывающийся за решёткой — нарушителем закона, госпитализированный в психиатрическую больницу — психически больным. Если бы он не был предателем, преступником или больным, по каким еще причинам он бы мог там находиться? Эта автоматическая идентификация обитателя — не просто очернительство, она стоит в центре основного метода социального контроля:311—312.

Когда человек становится «обитателем» тотального института, его «я», по словам Гофмана, претерпевает определённую трансформацию, и на основе этой трансформации создаётся новое мировоззрение: происходит нечто вроде дискультурации или «разобучения», в процессе которых блокируется возможность управлять собственным поведением, реагировать на ситуации, приспосабливаться к изменениям во внешнем мире, и эта блокировка становится фундаментом, на который наслаиваются дальнейшие изменения и воздействия. Человек сталкивается, как отмечает Гофман, «с рядом унижений, обесцениваний, оскорблений и профанаций „я“. Его „я“ последовательно, пусть даже и неумышленно, умерщвляют»:312—313.
По утверждению Гофмана, механизмы, с помощью которых осуществляется умерщвление «я» в тотальных институтах, стандартны и просты. Энн Брэнаман объединяет такие механизмы, описанные Гофманом, в семь следующих групп:313:
1. Лишение права выбора ролей, свободной реализации роли.
2. Управление и обработка личностной идентичности.
3. Лишение индивида имени, собственности и всего необходимого для реализации идентичности.
4. Навязывание унизительных поз, ситуаций и навязывание необходимости демонстрации паттернов почтительности.
5. Загрязнения в физическом и межличностном смысле.
6. Разрушение связи между человеком и его поведением.
7. Лишение свободы волеизъявления, автономии и свободы поведения.

Основным при этом является отрыв от прежней социальной роли и лишение человека права на индивидуальность. Человек больше не может сам формировать своё «я», этим процессом вместо него управляет персонал института. Персонал лишает человека права собственности, личного имущества, выдаёт одинаковую для всех одежду, запрещает заводить индивидуальные шкафчики для хранения личных вещей, периодически проводит обыски, тщательно следит за общением с родными и близкими, просматривая переписку и передаваемые вещи. Человек не может сам следить за своей внешностью, так как у него больше нет для этого необходимых приспособлений и он лишён доступа к специалистам (парикмахерам, портным и др.). Тело человека обезображивают и искажают: на него могут ставить клеймо, избивать, подвергать шоковой терапии, принуждать держать тело в унизительной позе при появлении персонала и руководства (например, стоять по стойке смирно), препятствуют соблюдению правил личной гигиены. Он постоянно вынужден выпрашивать необходимые для него вещи: спички, сигареты, воду, карандаши и бумагу — либо просить разрешения для звонка по телефону или написания письма:313—314.
Обитатель тотального института постоянно пребывает в компании большого числа других обитателей, тотальный институт никогда не оставляет его наедине с собой и благодаря этому разрушает его личные границы, его «я». Смешение различных возрастных, этнических, расовых групп, людей различных полов приводит к утрате человеком идентичности. Его сексуальное поведение, нарушения функционирования организма становятся всем заметными. Контакт с миром за пределами тотального института ограничен, а в начале пребывания в институте нередко и вовсе запрещён:314.

## Поведение обитателей тотальных институтов
Реакция на установленные запреты и привилегии может быть различной, при этом обитатели тотальных институтов актуализируют различные модели адаптации к ситуации. Одной из таких моделей может быть реакция ситуативного ухода, при которой человек направляет своё внимание только на функционирование своего тела и отгораживается от всего остального (в психиатрических учреждениях такая реакция известна как регрессия, в тюрьмах — как тюремный психоз). Другой моделью является крайне непримиримое поведение, когда человек бросает вызов институту, открыто отказываясь сотрудничать с персоналом. Персонал при этом, как правило, пытается сломить мятежника, назначая ему жёсткий режим. Третьей моделью может являться реакция колонизации, когда человек строит своё существование, используя максимальное количество удовольствий, доступных ему в рамках тотального института. Та часть внешнего мира, что доступна для него из института, перестаёт быть частью, становясь целостной и завершённой. Наконец, при четвёртой модели адаптация может происходить путём конверсии: обитатель института, стремясь обмануть персонал, играет роль хорошего обитателя и использует эту роль для получения привилегий:314.
Вынужденно принимая правила игры, навязываемые ему тотальной институцией, которая ставит его в определённые социальные условия, воздействует на его мироощущение, его «я» и изменяет его, человек стремится, тем не менее, сохранить себя и ищет пути сохранения мельчайших крупиц собственной идентичности. Он хотя и соглашается с системой мотивирующих его стимулов, характерных для тотального института, и принимает то представление о личности, на котором она базируется (например, в психиатрической больнице молчаливо соглашается, что он психически больной, послушно принимает лекарства, во всём подчиняется врачам и работает за мелкие вознаграждения), но не может полностью слиться с ролью, которую навязывает ему институт. Полной идентификации никогда не происходит: индивид, как правило, выбирает место где-то между идентификацией с организацией и противостоянием ей, постоянно перемещаясь в этом пространстве и пытаясь сохранить баланс. Эти попытки сохранить себя, стремление уклониться от всецелой социальной обусловленности и не сливаться полностью с социумом и социальной ролью представляют собой, по Гофману, ключ к пониманию бытия человека:315—316.
Гофман использует понятия первичной адаптации и вторичной адаптации. Под первичной он подразумевает адаптацию к социуму (в частности, адаптацию обитателя тотального института к навязываемым ему правилам и социальной роли), под вторичной — стратегии уклонения от роли и образа «я», предписанных институтом, несанкционированные институтом средства достижения несанкционированных целей, позволяющие сохранить личную идентичность:317.
Среди составляющих и примеров вторичной адаптации Гофман называет:
1. Действия ухода: занятия спортом, театральной, научной деятельностью или активное культивирование религиозности.
2. Уклонение от правил поведения, осуществление тех или иных действий только потому, что они запрещены правилами тотального института.
3. Создание символики и кличек для обозначения персонала и требуемых ими действий.
4. Неофициальное использование предметов (например, применение радиаторов для сушки вещей, нарезанной туалетной бумаги в качестве носовых платков, носков в качестве кошельков и проч.).
5. Нахождение позитивных моментов в негативных процедурах (например, после инсулинокоматозной терапии пациенты наслаждаются возможностью валяться в постели всё утро).
6. Выстраивание неинституциональных отношений (дружба, покровительство, обмен, объединение ради противостояния и др.)[9]:317.